# Seydouba Soumah
Seydouba Guinéenne Soumah (ur. 11 czerwca 1991 w Konakry) – gwinejski piłkarz grający na pozycji ofensywnego pomocnika. Od 2017 jest zawodnikiem klubu FK Partizan.

## Kariera klubowa
Swoją karierę piłkarską Soumah rozpoczął w klubie Fello Star. W 2006 roku podjął treningi w Ajaksie Kapsztad. W 2008 roku został wypożyczony do klubu Ikapa Sporting. Z kolei w sezonie 2009/2010 przebywał na wypożyczeniu w FC Cape Town. W 2010 roku wrócił do Ajaksu i 22 stycznia 2011 zadebiutował w nim w wygranym 3:0 wyjazdowym meczu z Platinum Stars. W sezonie 2010/2011 wywalczył z Ajaksem wicemistrzostwo RPA. Jesienią 2011 grał w University of Pretoria FC.
Na początku 2012 Soumah przeszedł do FC Nitra. W nim swój debiut zanotował 27 marca 2012 w przegranym 0:1 domowym meczu ze Slovanem Bratysława. W Nitrze spędził cały 2012 rok.
Na początku 2013 roku Soumah został zawodnikiem Slovana Bratysława. Zadebiutował w nim 16 marca 2013 w zwycięskim 2:0 domowym meczu z Duklą Bańska Bystrzyca. W sezonach 2012/2013 i 2013/2014 wywalczył ze Slovanem dwa tytuły mistrza Słowacji. Zdobył z nim też Puchar Słowacji w 2013 roku i Superpuchar Słowacji w 2014 roku.
W 2015 Soumah został wypożyczony do kuwejckiego klubu Al Qadsia. W sezonie 2015/2016 wywalczył z nim mistrzostwo Kuwejtu. W 2016 wrócił do Slovana i zdobył z nim Puchar Słowacji. W sezonie 2016/2017 został królem strzelców słowackiej ligi.
W 2017 roku Soumah przeszedł do FK Partizan. W sezonie 2017/2018 wywalczył z nim wicemistrzostwo Serbii.
| Sezon   | Klub                      | Kraj              | Rozgrywki         | Mecze | Bramki |
| ------- | ------------------------- | ----------------- | ----------------- | ----- | ------ |
| 2008/09 | Ikapa Sporting            | Południowa Afryka | Mvela League      | 13    | 3      |
| 2009/10 | FC Cape Town              | Południowa Afryka | Mvela League      | 7     | 0      |
| 2010/11 | Ajax Kapsztad             | Południowa Afryka | PSL               | 10    | 1      |
| 2011/12 | University of Pretoria FC | Południowa Afryka | Mvela League      | ?     | ?      |
| 2011/12 | FC Nitra                  | Słowacja          | Corgoň liga       | 13    | 2      |
| 2012/13 | FC Nitra                  | Słowacja          | Corgoň liga       | 9     | 4      |
| 2012/13 | Slovan Bratysława         | Słowacja          | Corgoň liga       | 11    | 0      |
| 2013/14 | Slovan Bratysława         | Słowacja          | Corgoň liga       | 21    | 2      |
| 2014/15 | Slovan Bratysława         | Słowacja          | Fortuna liga      | 22    | 8      |
| 2015/16 | Al Qadsia                 | Kuwejt            | Premier League    | 20    | 14     |
| 2016/17 | Slovan Bratysława         | Słowacja          | Fortuna liga      | 29    | 19     |
| 2017/18 | FK Partizan               | Serbia            | Super liga Srbije | 22    | 3      |
| 2018/19 | FK Partizan               | Serbia            | Super liga Srbije |       |        |

## Kariera reprezentacyjna
W reprezentacji Gwinei Soumah zadebiutował 5 lutego 2013 roku w zremisowanym 1:1 towarzyskim meczu z Marokiem, rozegranym w Saint-Leu-la-Forêt.